# Rua Marques da Silva
A Rua Marques da Silva, localiza-se nas freguesias de Arroios e da Penha de França, em Lisboa, e estende-se desde o Largo da Penha de França até a Rua de Arroios. É atravessada pela Avenida Almirante Reis e pela Rua António Pedro. Nela entroncam a Rua Heróis de Quionga e a a Rua Francisco Sanches.
Originalmente denominada de Calçada da Penha de França, pelo menos desde 1710,  foi por alturas do Terramoto de Lisboa de 1755 rebatizada de Caracol da Penha, devido à sua estreiteza e dificuldade de acesso.
Em meados do século XIX, a rua passou por melhorias, incluindo o alargamento e a construção de uma estrada pavimentada, tornando-se mais acessível.
O nome "Rua Marques da Silva" surge em 1891 durante o processo de alargamento da via em homenagem a João Marques da Silva.  O mesmo foi um comerciante, que residia na Rua dos Anjos, e que era proprietário da "Quinta da Imagem" cuja parte foi doou para permitir o alargamento do Caracol da Penha junto à Rua de Arroios.